# Ходлер, Фердинанд
Фердинанд Хо́длер (иногда Го́длер, нем. Ferdinand Hodler; 14 марта 1853[…], Берн — 19 мая 1918[…], Женева) — швейцарский художник. Один из крупнейших представителей «модерна».

## Биография
Родился в небогатой семье. Отец Жан Ходлер работал плотником, мать Маргерит (урождённая Нойкомм, Neukomm) родом из крестьянской семьи. В возрасте 8 лет потерял отца и двух младших братьев, умерших от туберкулёза. Мать вышла замуж за художника-декоратора, но в 1867 году тоже скончалась от туберкулёза. До 10 лет отчим учил Ходлера декоративной живописи, затем он был отправлен в Тун, где обучался у местного художника Фердинанда Зоммера. Ранние работы Ходлера представлены пейзажами, которые он продавал туристам. В 1871 году пешком добрался до Женевы, став учеником Бартелеми Менна.
Один из сыновей художника, Гектор Ходлер, был инициатором создания Всемирной ассоциации эсперанто.

## Художественное наследие и стиль

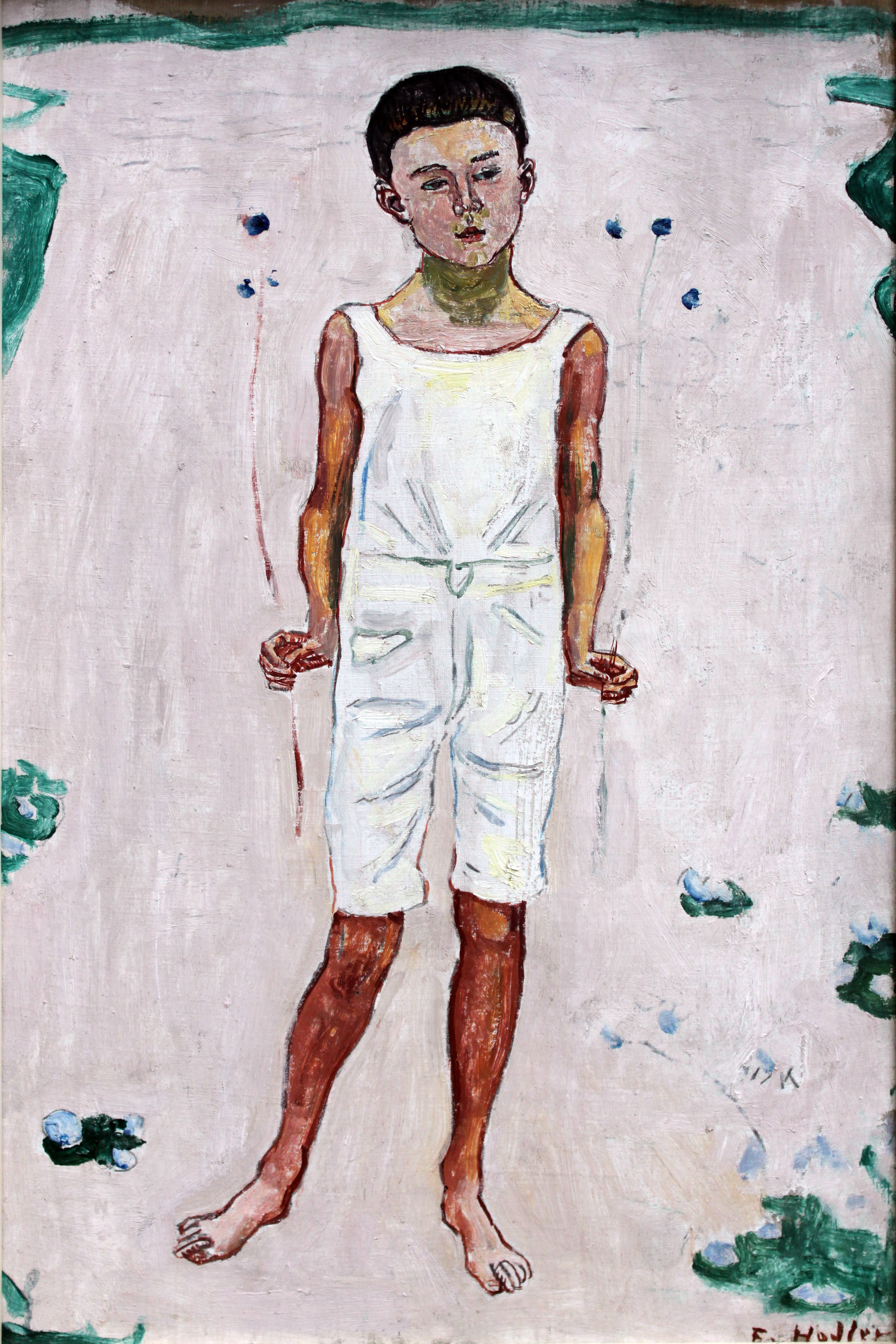
Детство (этюд). 1893. Штеделевский художественный институт

В 1875 году художник побывал в Базеле, где изучал творчество Ханса Хольбейна Младшего, а особенно скрупулёзно его картину «Мёртвый Христос», что обусловило в дальнейшем его внимание к теме смерти.
В 1890 году он завершает работу над картиной «Ночь», знаменующей переход Ходлера к символистской манере. На полотне изображены несколько лежащих фигур, все они расслаблены во сне, за исключением испуганного человека, над которым нависает закутанная в чёрное фигура, символизирующая смерть. На выставке изящных искусств в Женеве в феврале 1891 года представленная работа вызвала скандал — власти сочли непристойным изображение обнаженных фигур, картина была снята с выставки. Через несколько месяцев Ходлер выставил «Ночь» на Парижском Салоне, где работу заметили и высоко оценили Огюст Роден и Пьер Пюви де Шаванн.
В работах 1890-х годов прослеживается влияние нескольких жанров. Ходлер стремился объединить художественные приемы модерна и символизма, разработав собственный стиль, который назвал «параллелизм». Манера Ходлера характеризуется симметричным расположением фигур, контуры которых ритмически повторяются, создавая параллельные линии. По мысли художника, ритм является главным источником выразительности, а замедляющие движение повторения, помогают глубже погрузиться в созерцание..
В соответствии со своей теорией Ходлер пишет в 1895 году картину «Эвритмия», что в переводе с греческого означает «слаженность», «ритмичность». На картине представлена процессия из пяти человек в белых, напоминающих тоги, одеждах. Фигуры движутся по пути, усыпанному опавшими листьями — метафора разочарований души, отживших иллюзий, умерших идеалов. Некоторые исследователи считают, что в «Эвритмии» художник воплотил идеи бельгийского драматурга-символиста Мориса Метерлинка, считавшего, что молчание для человеческой души важнее слов и что душа пробуждается, когда сомкнуты уста.

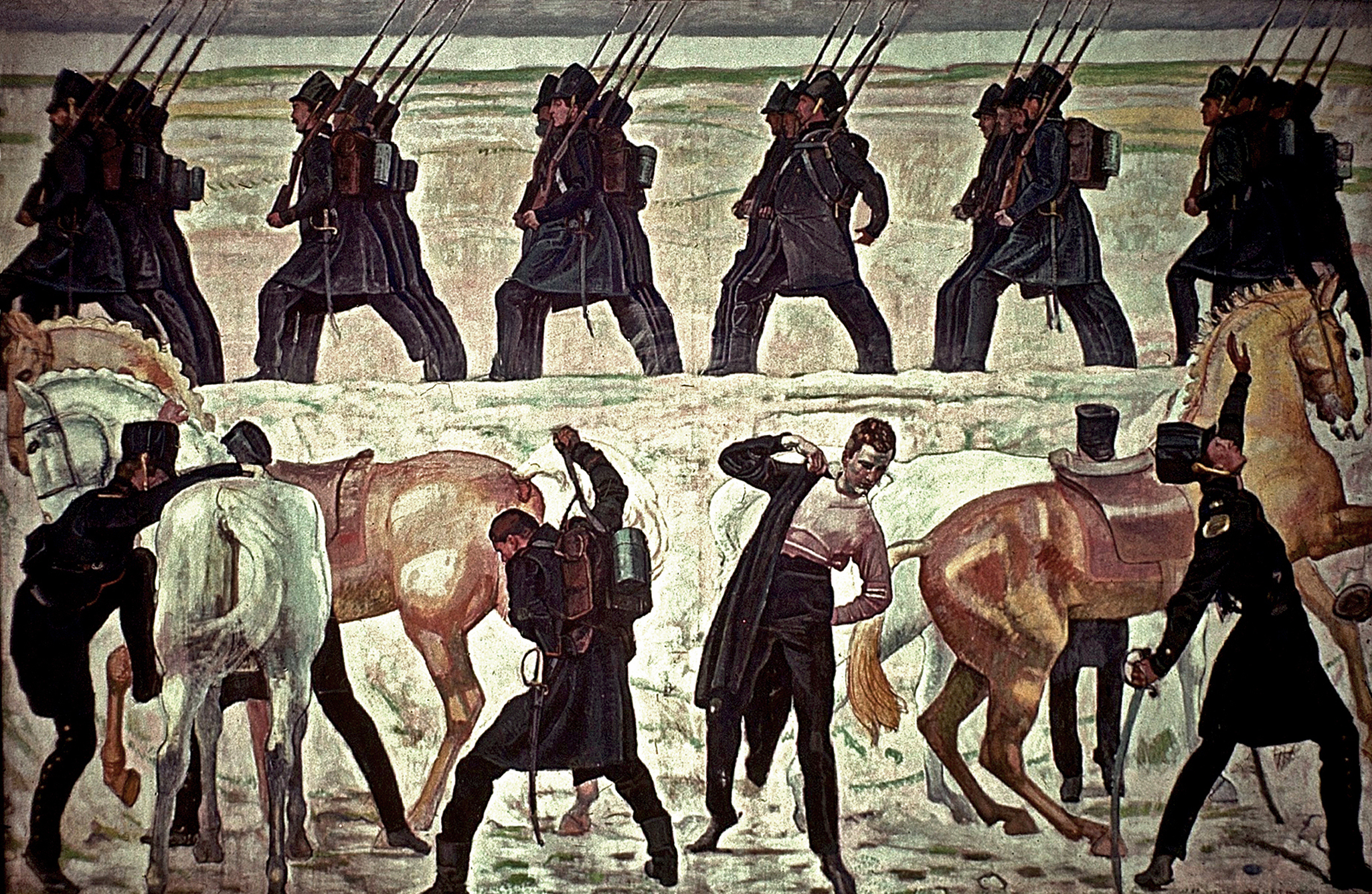
Выступление йенских студентов в 1813 году. 1908. Актовый зал Йенского университета

16 мая 1896 года, во время Национальной выставки в Женеве, Фердинанд Ходлер был запечатлен в документальной ленте братьев Люмьер. Киносъёмки проводились в день открытия выставки в так называемой «Швейцарской деревне», где Ходлер выставлял 26 живописных фасадных панелей. Эти уникальные кадры были представлены в 2018 году профессором Базельского университета Хансмартином Зигристом.
На Всемирной выставке в Париже 1900 года основные работы Ходлера «Ночь», «Эвритмия» и «День» получают награды. Его приглашают присоединиться к художественным группам Берлинского и Венского сецессионов. В 1904 году Ходлер выставляет 31 работу в Вене, получает широкое признание, а успешные продажи помогают художнику выбраться из бедности.
В 1914 году художник подписал протест против бомбардировки немецкой артиллерией Реймского собора, после чего был лишен членства всеми немецкими художественными организациями, в которых состоял, несмотря на то, что в своём творчестве затрагивал патриотическую тему объединения немецкой нации в борьбе с Наполеоном.
Самой известной работой Ходлера можно назвать картину «Дровосек» (1908), которая была отпечатана на купюрах номиналом 50 швейцарских франков, выпущенных в 1911 году, и оказала влияние на художественные образы будущего советского авангарда.

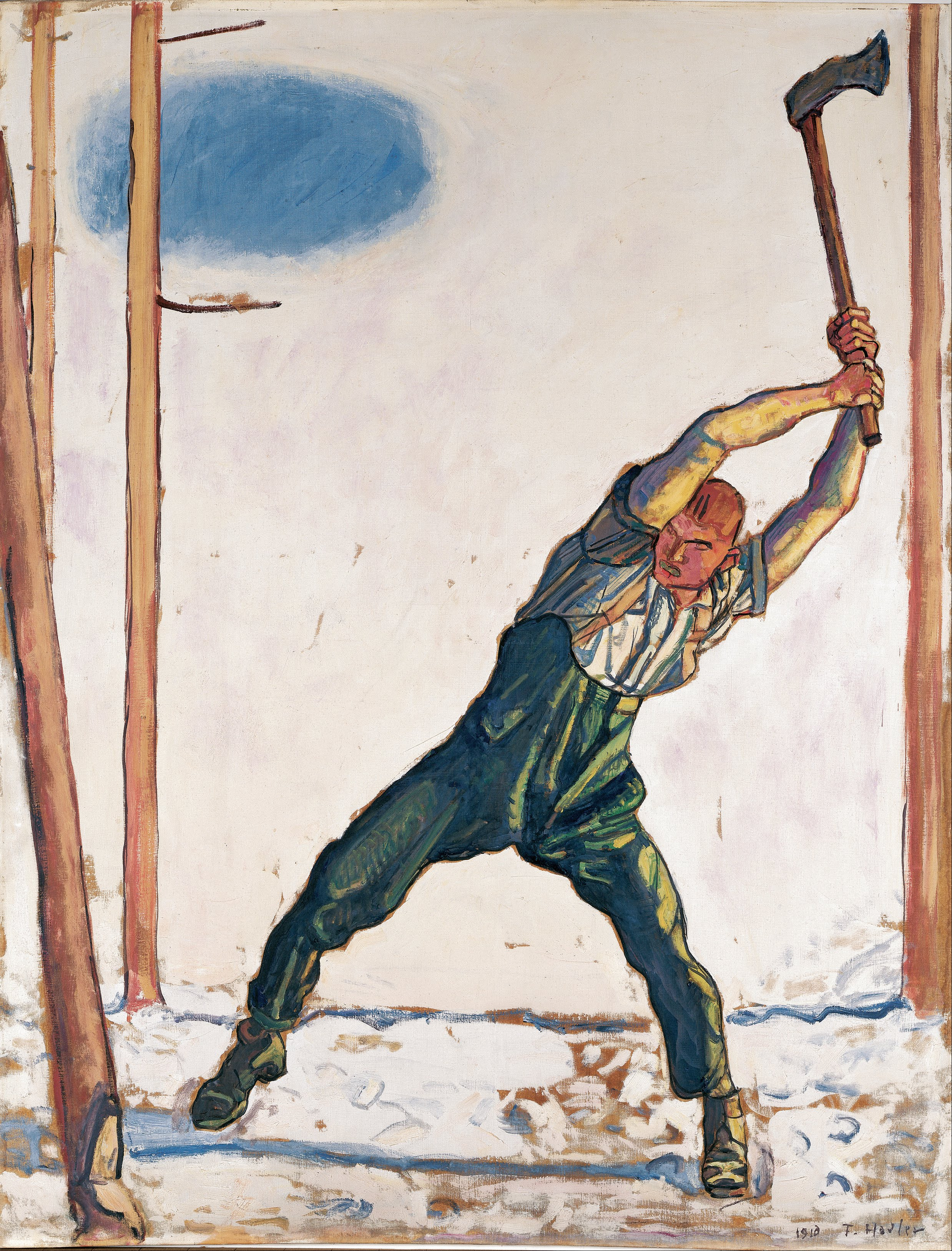
Дровосек, 1910, Музей Орсе

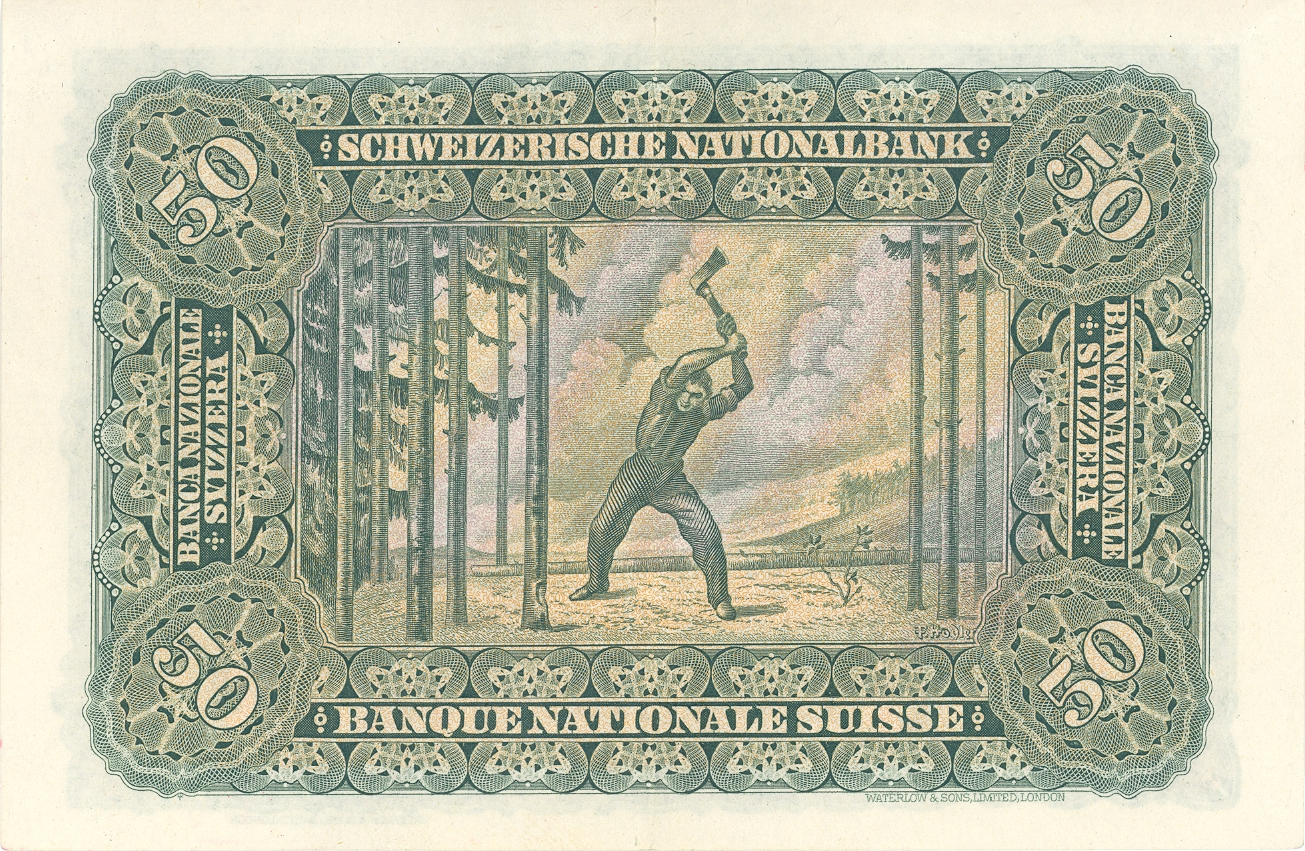
Банкнота номиналом 50 швейцарских франков 1911 года

## Галерея

Портреты
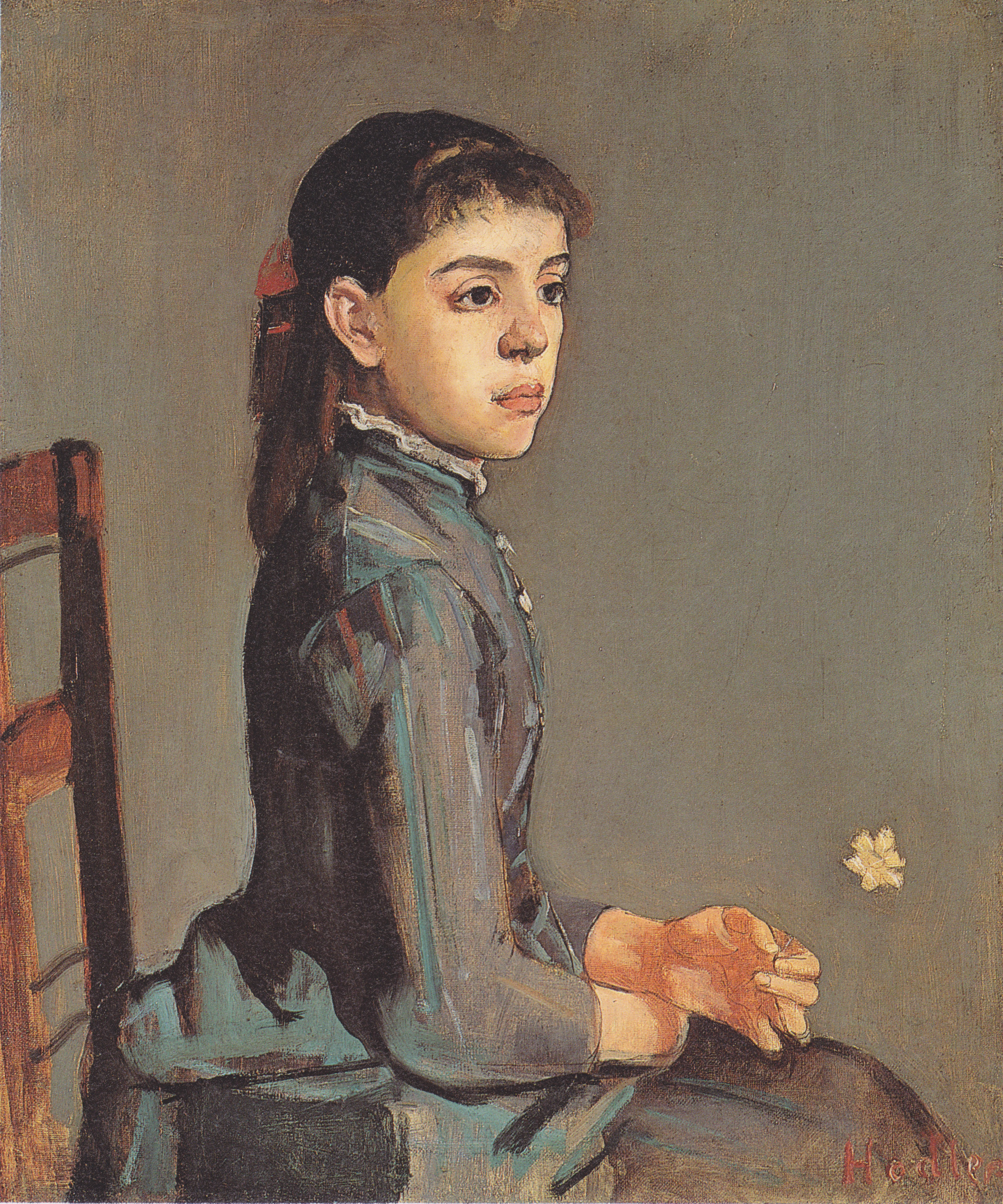
Портрет Louise-Delphine Duchosal, 1885
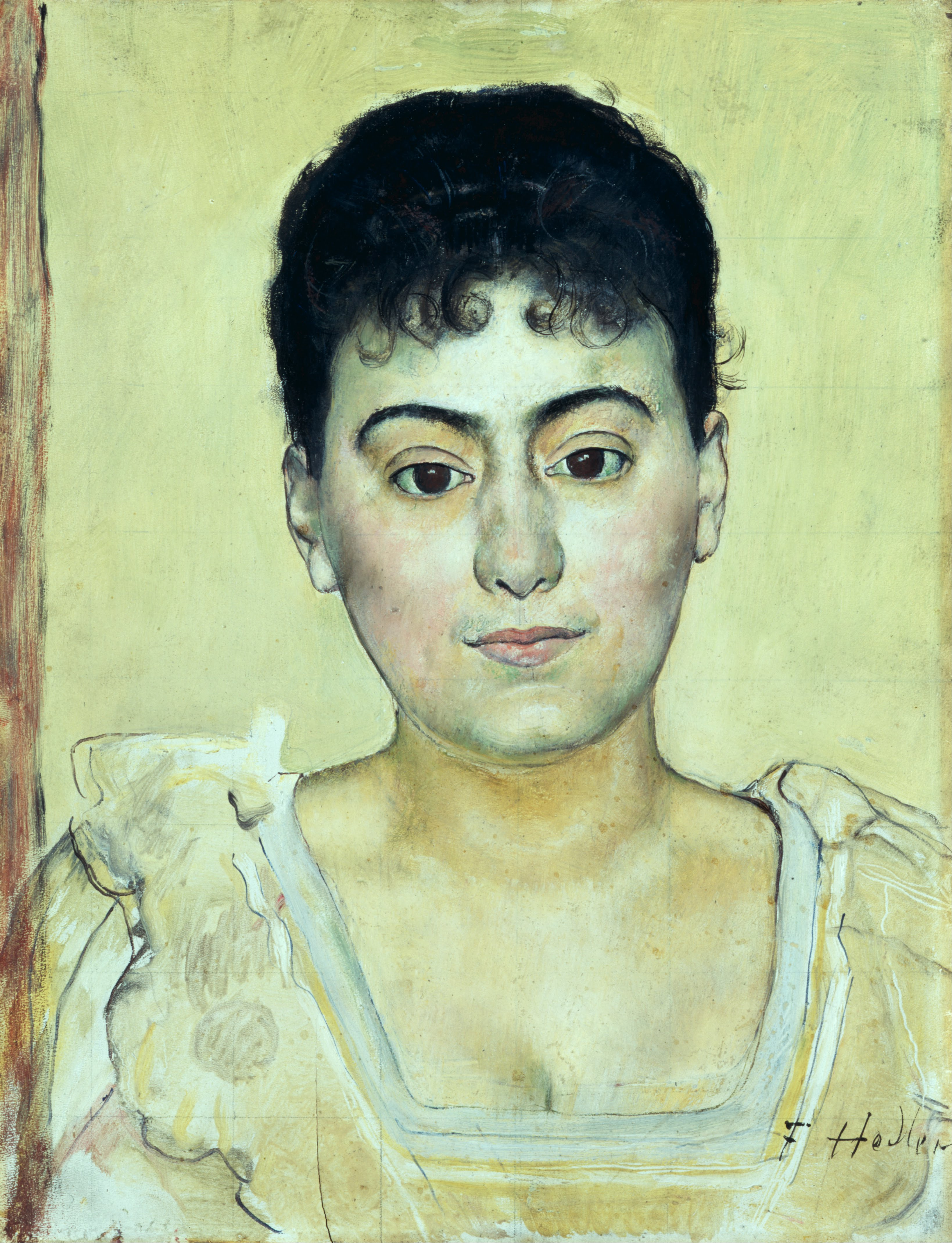
Madame de R., 1893
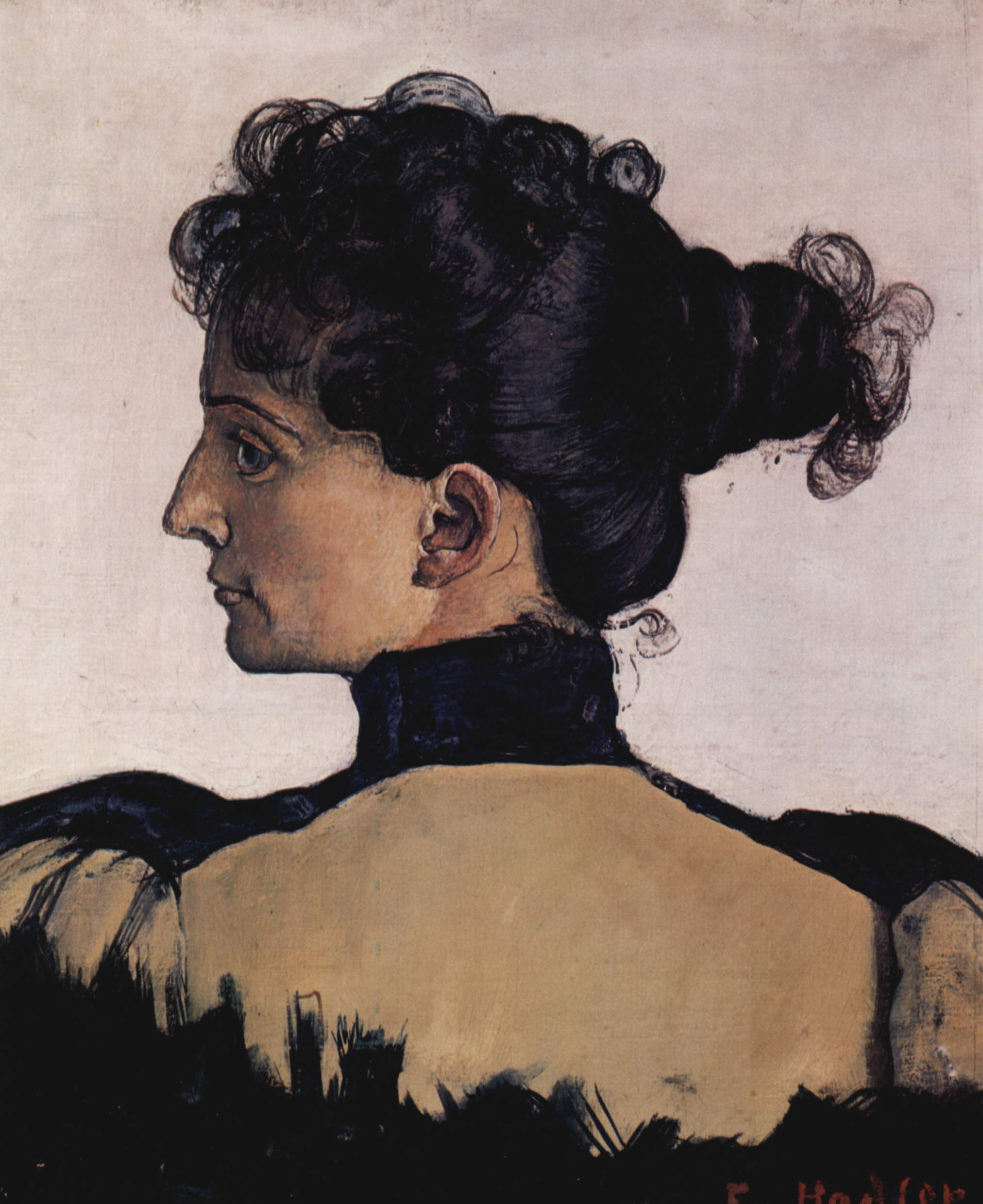
Портрет Berthe Jacques, 1894
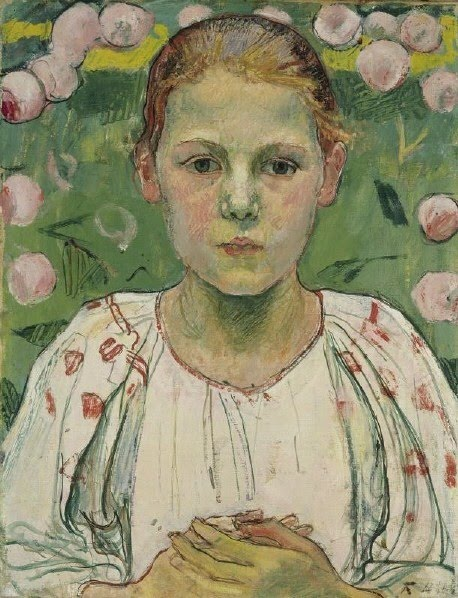
Портрет баронессы Maria von Bach, 1904
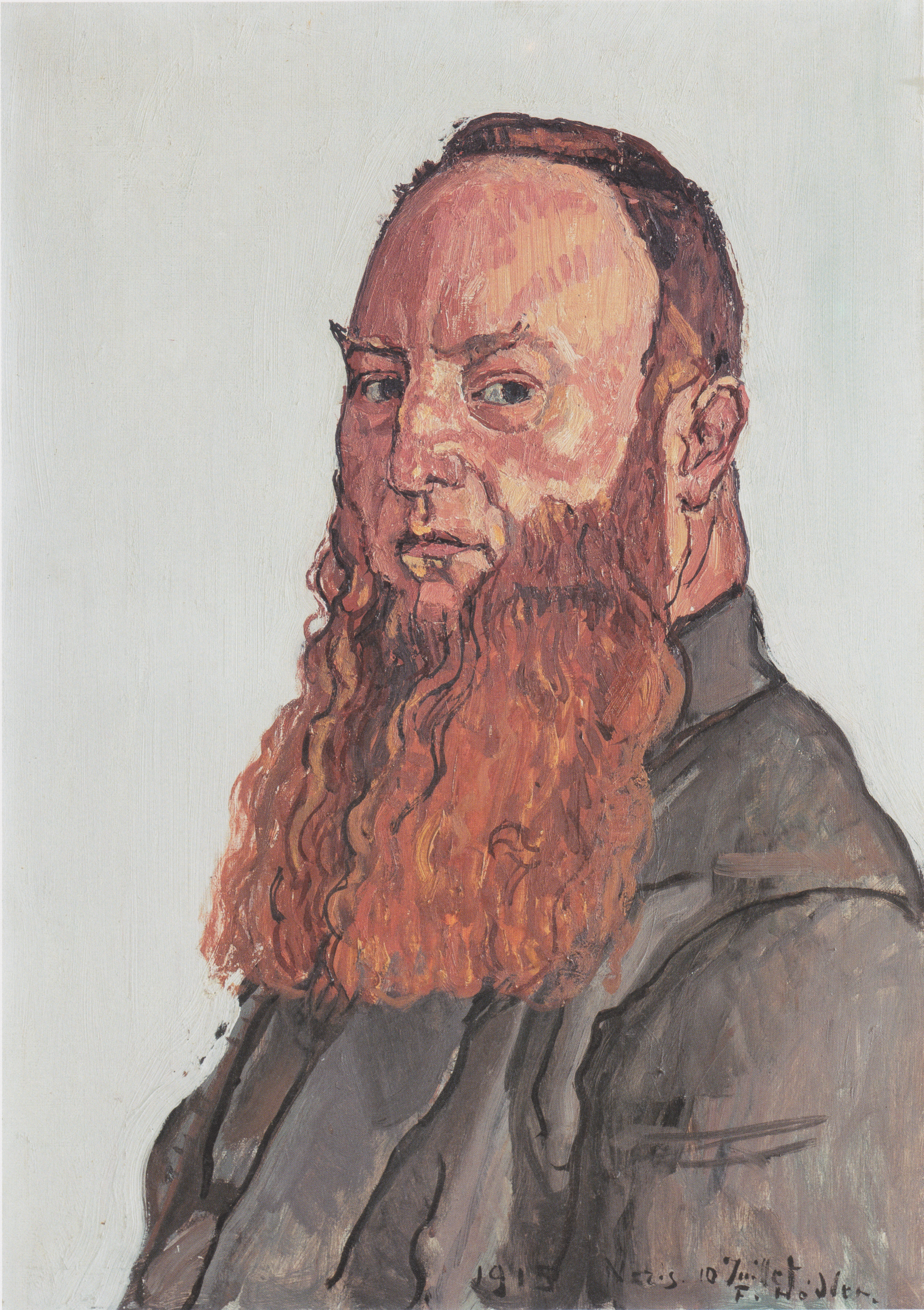
Портрет James Vibert, 1915

Символы и аллегории
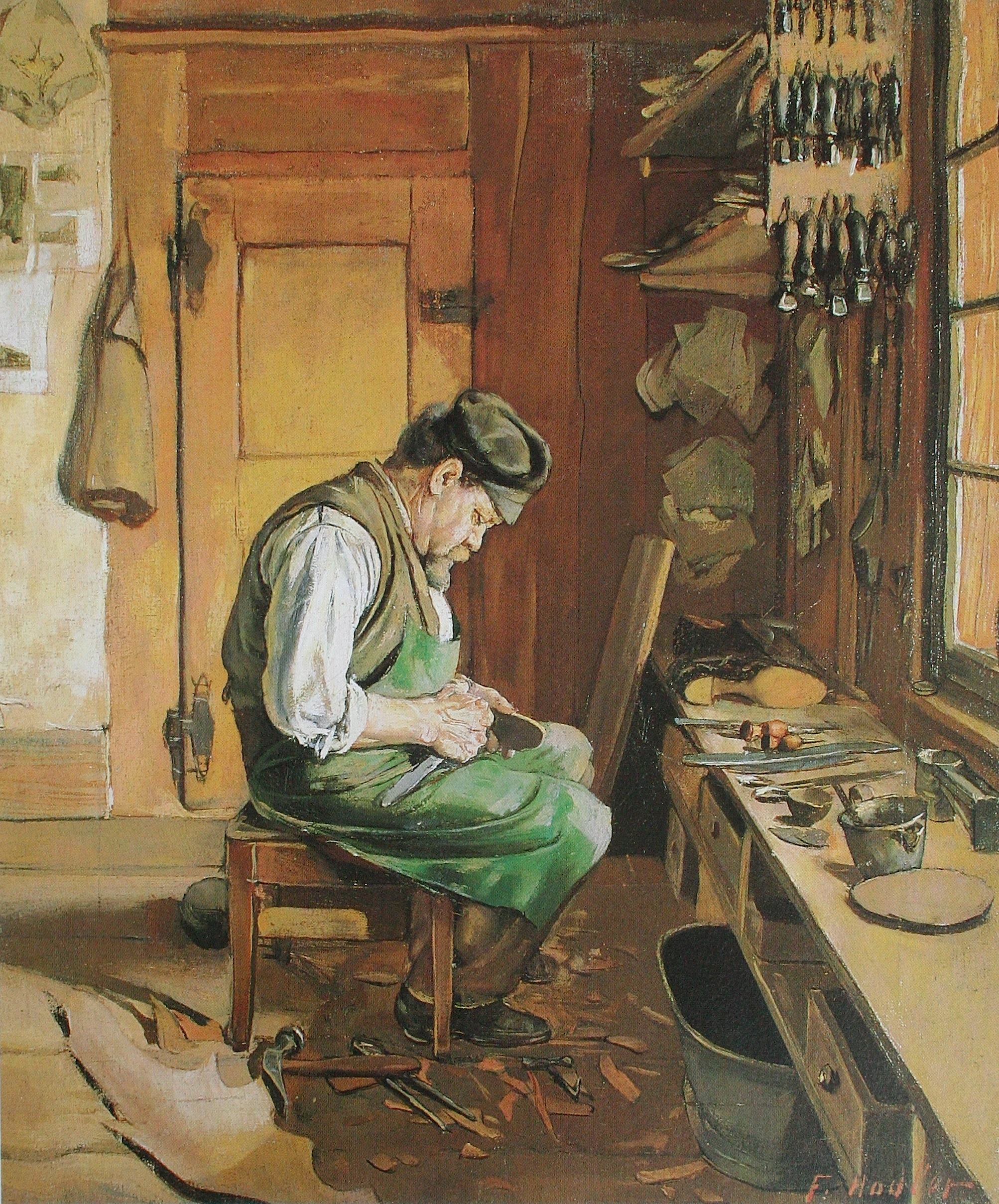
Сапожник, 1878
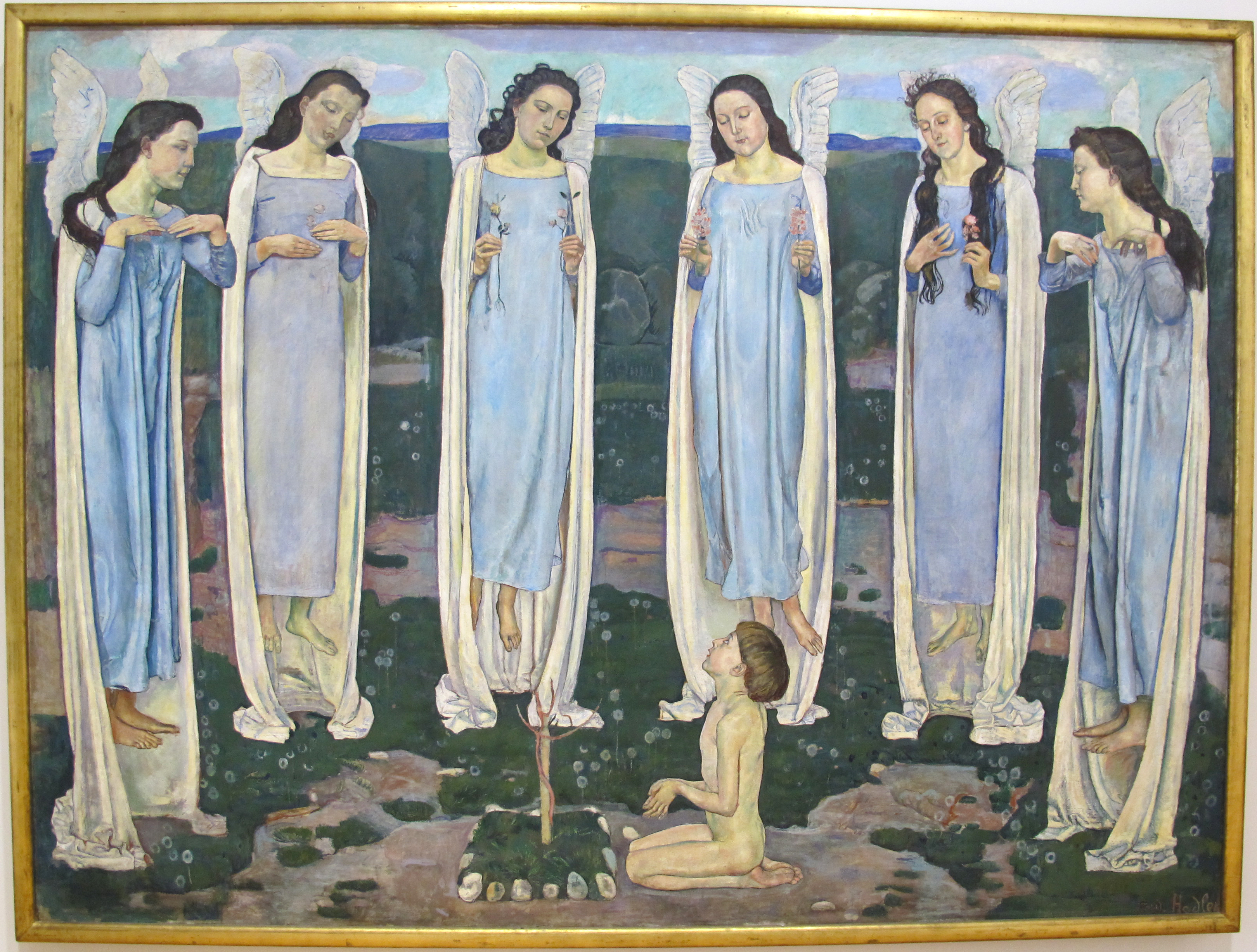
Избранный, 1893
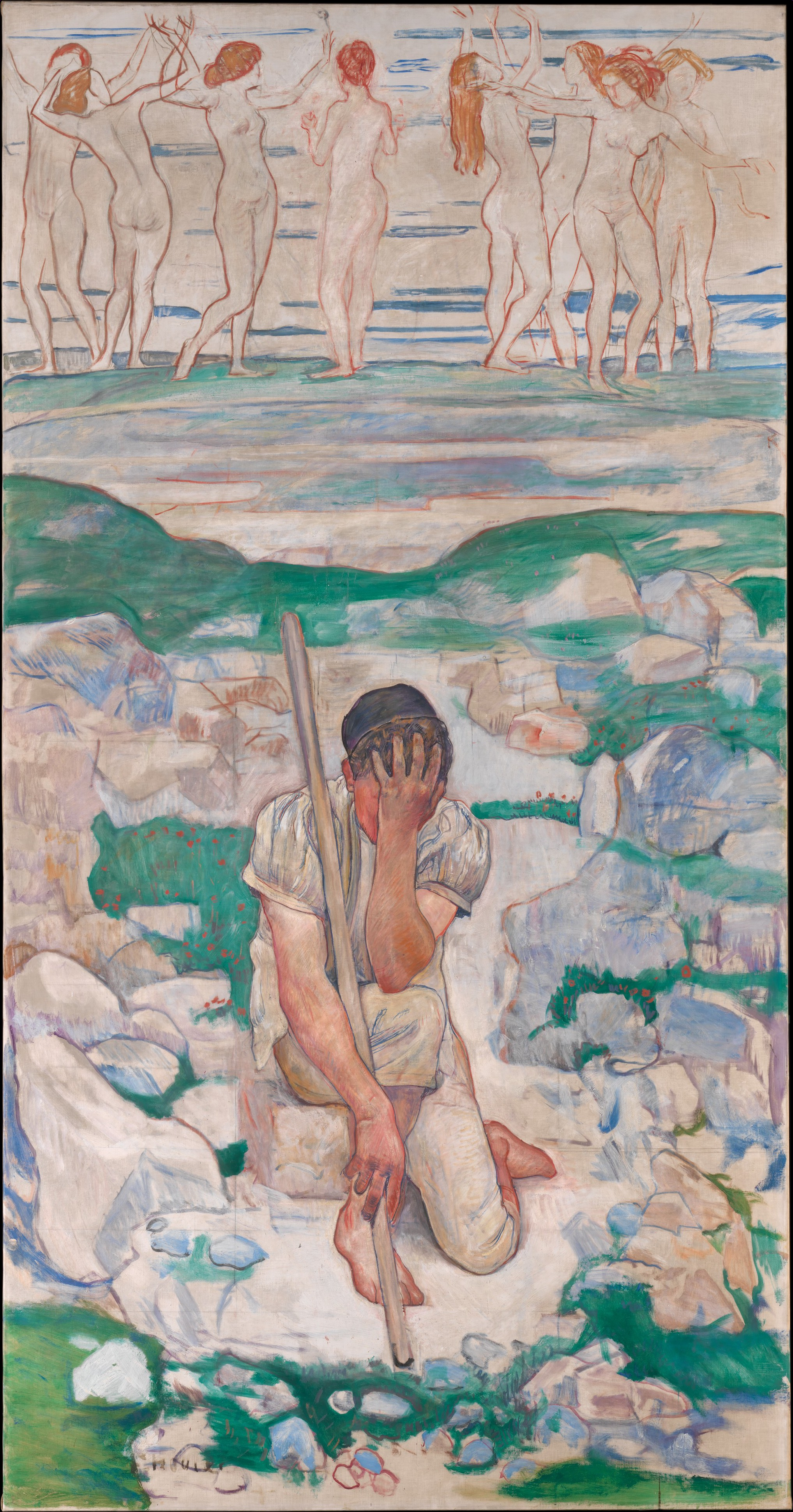
Сон пастуха, 1896
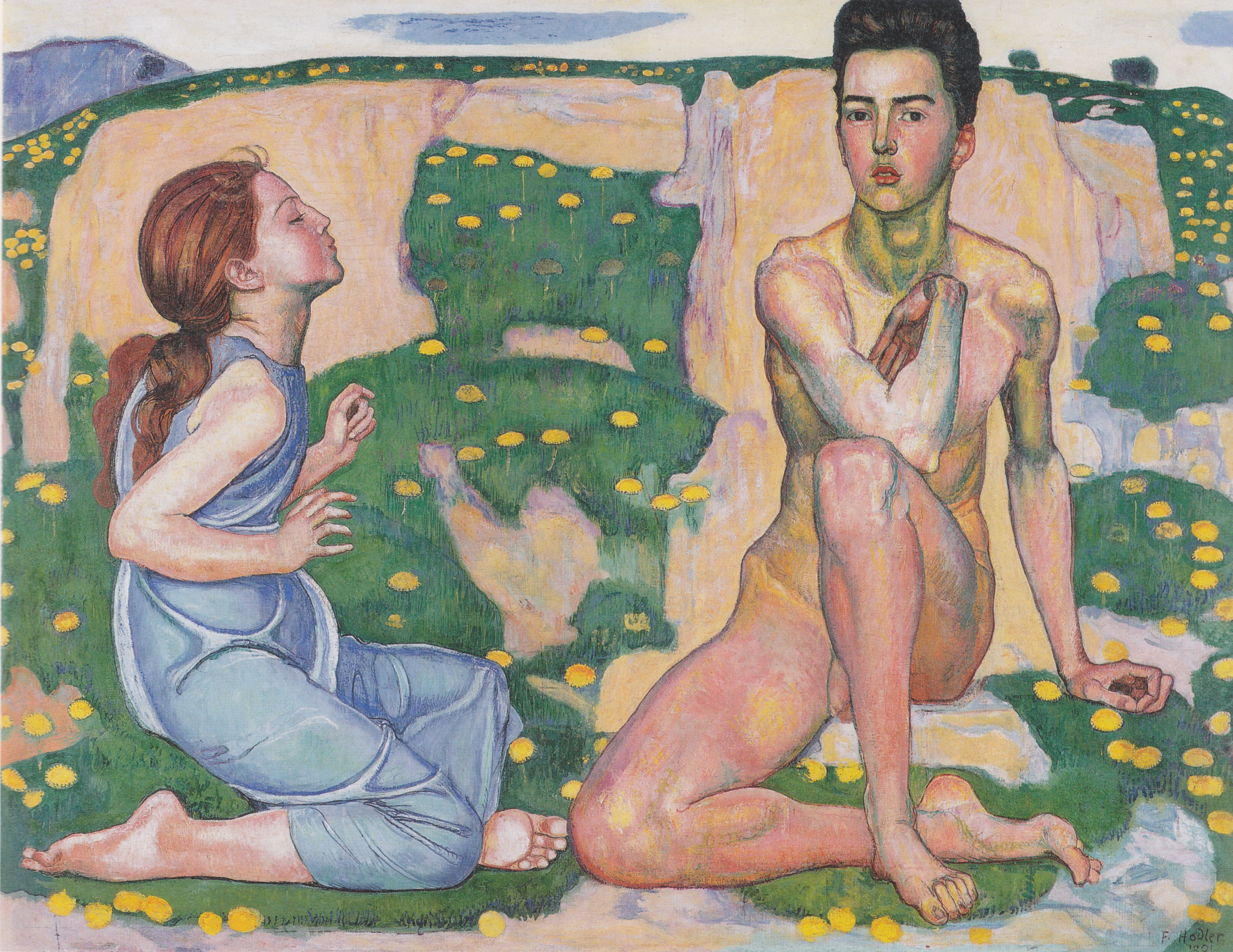
Весна, 1901
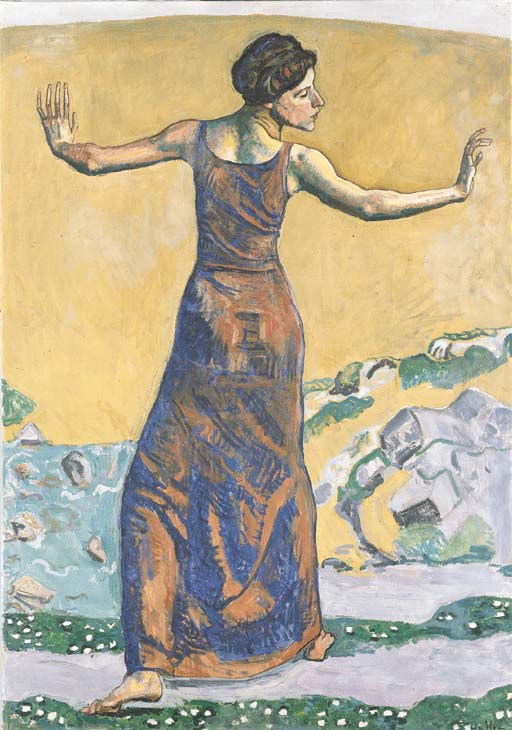
Радостная женщина, 1911

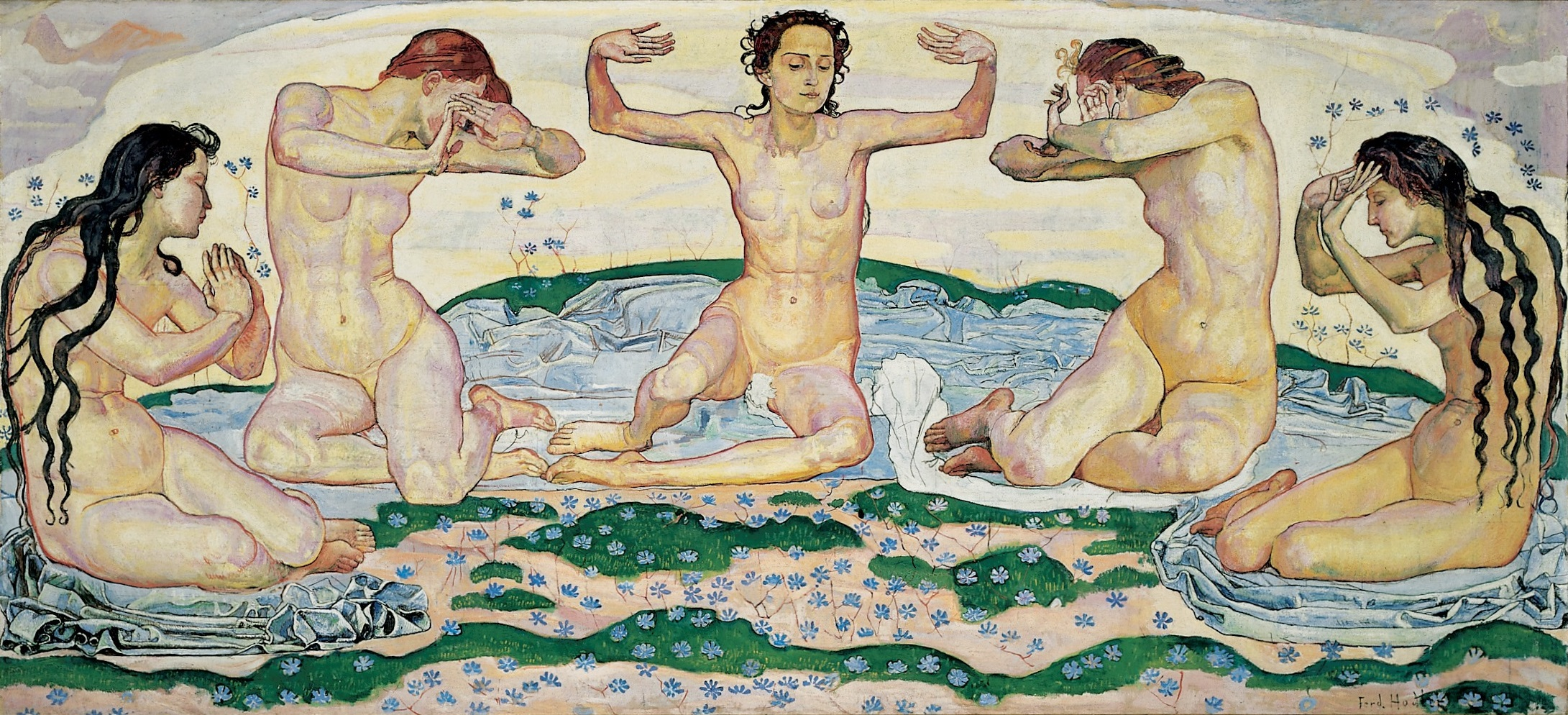
День. 1898—1900. Кунстхаус
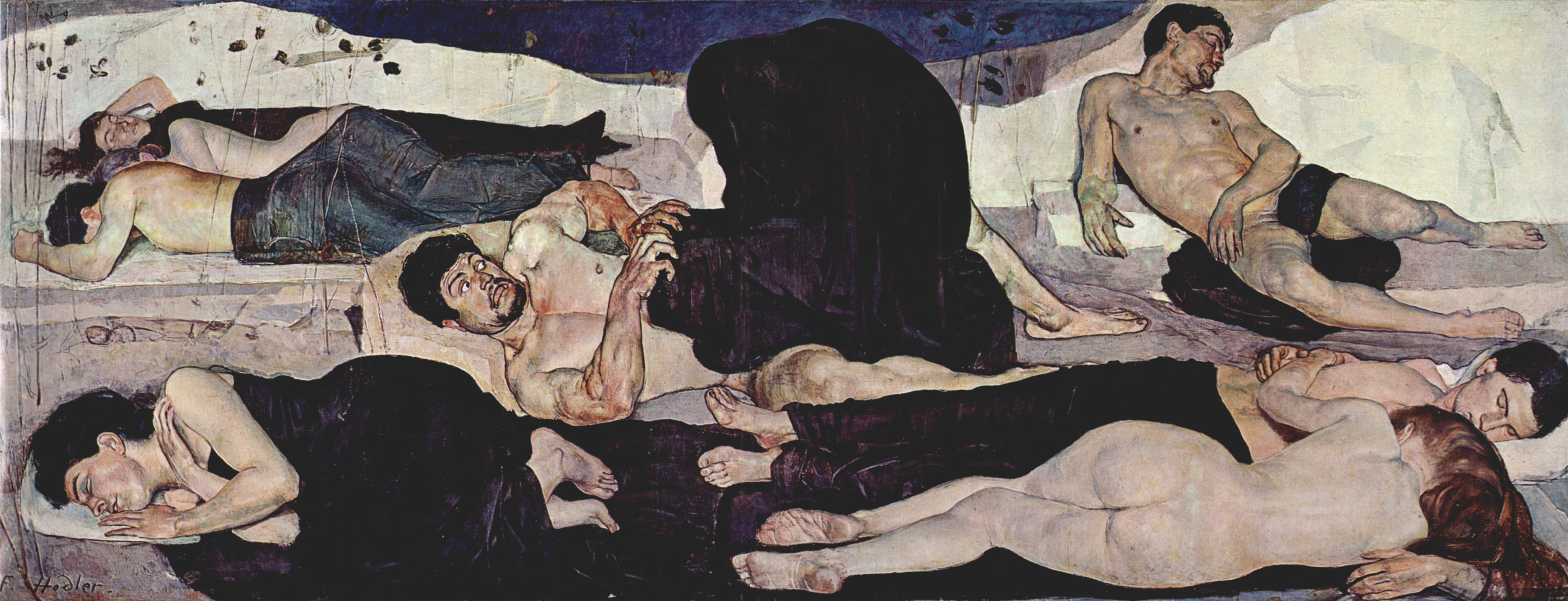
Ночь. 1889—1890. Берн, Художественный музей

Пейзажи
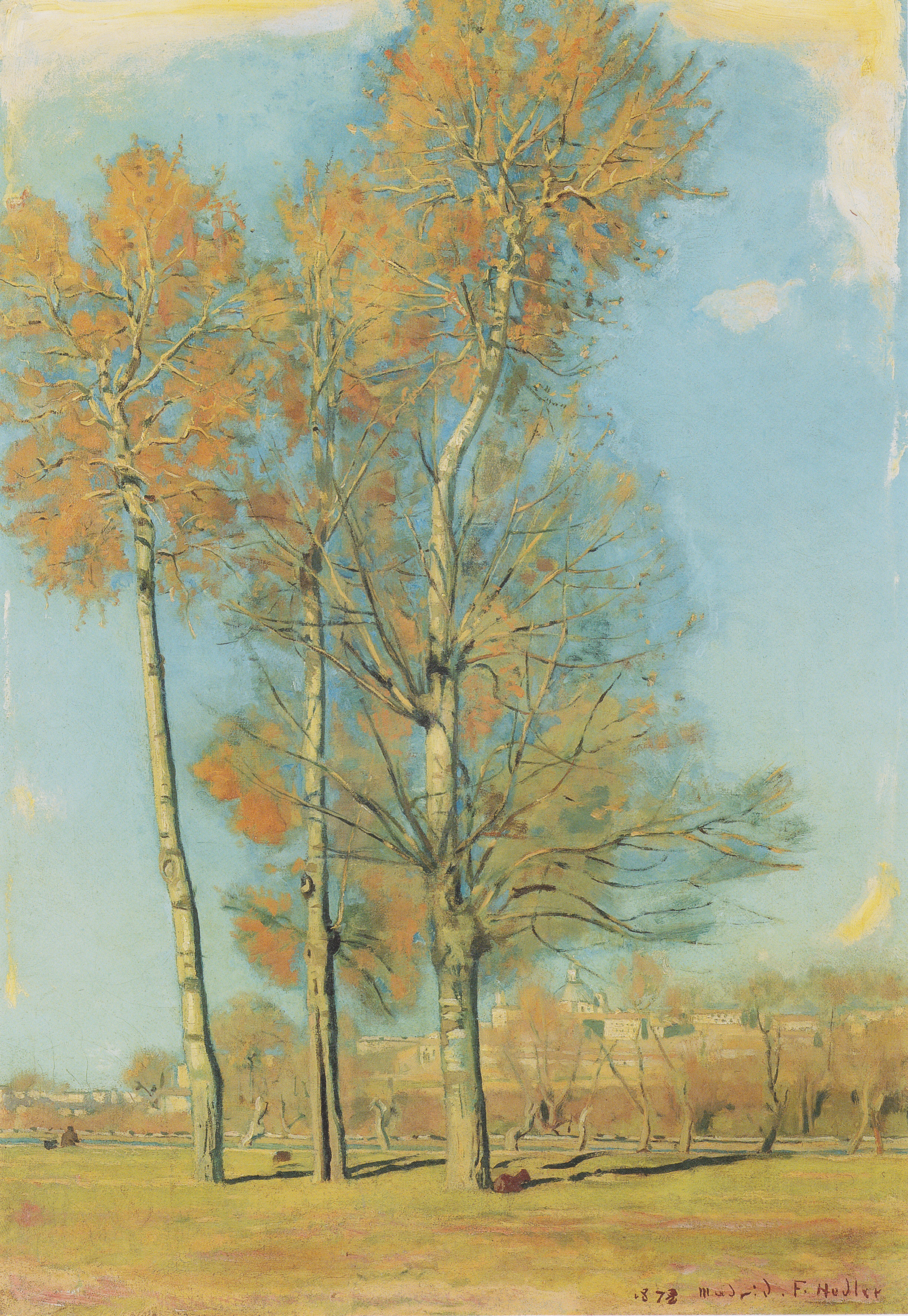
Пейзаж около Мадрида, 1878
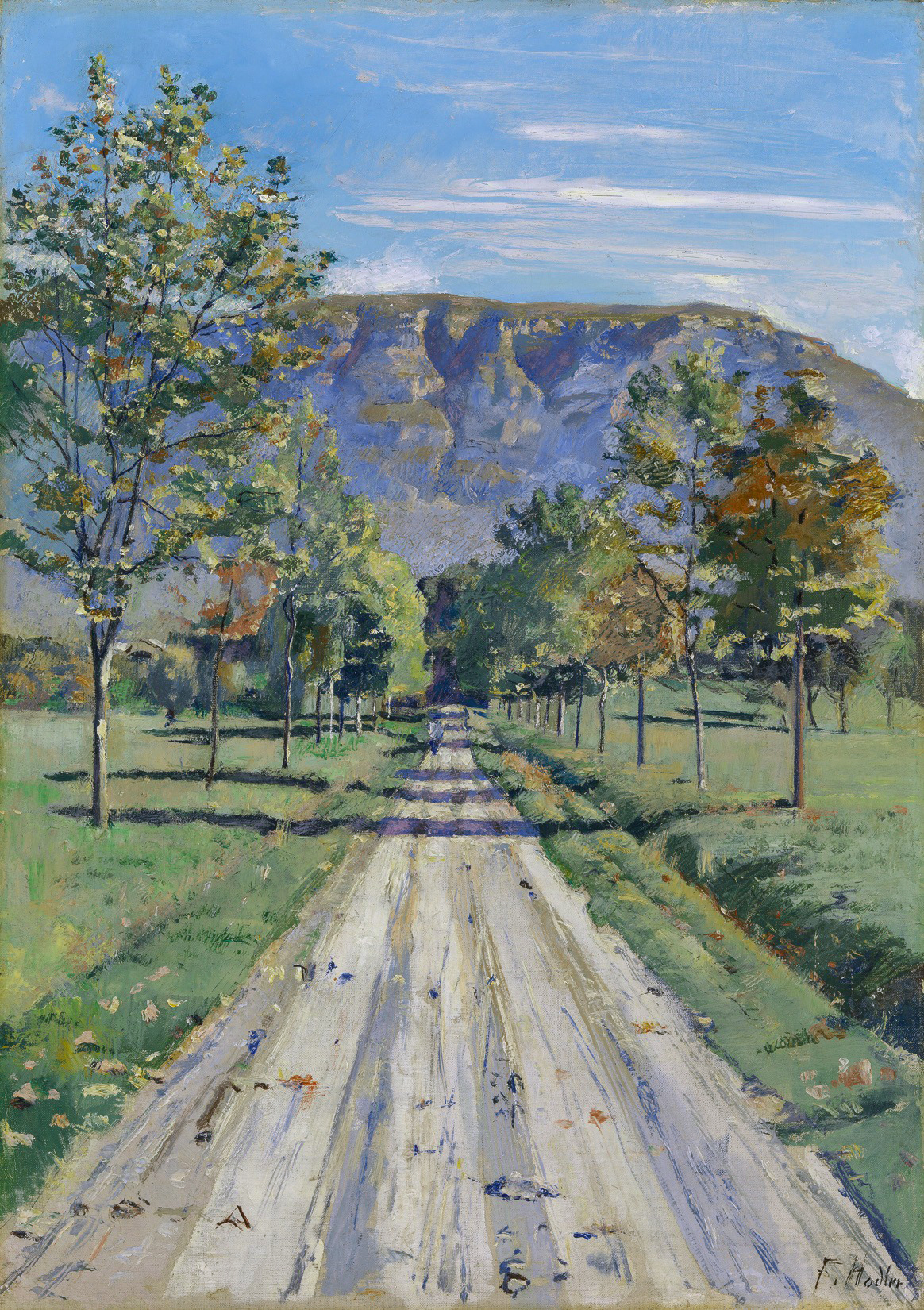
Дорога в Evordes, c. 1890
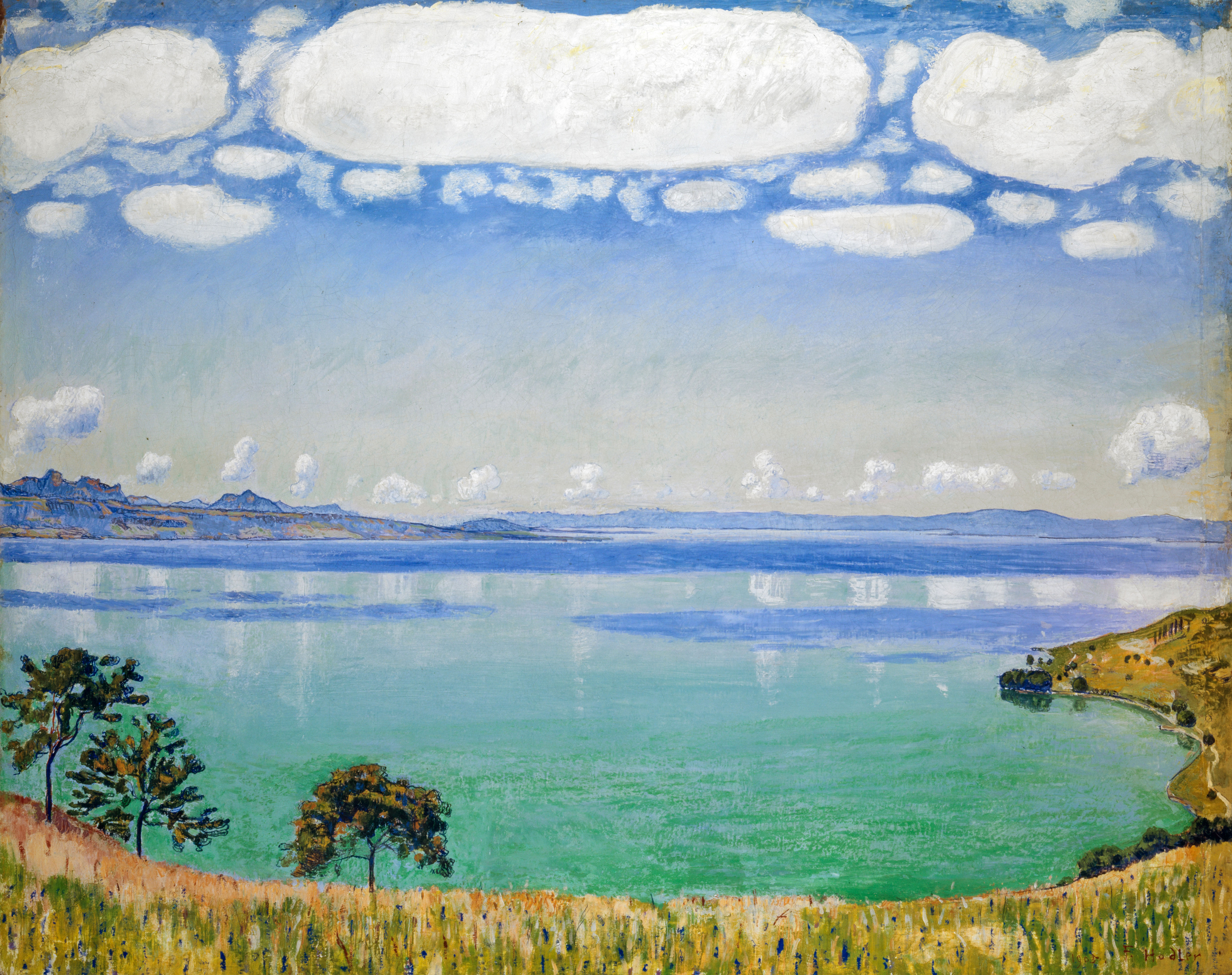
Вид на Женевское озеро из Chexbres, 1905
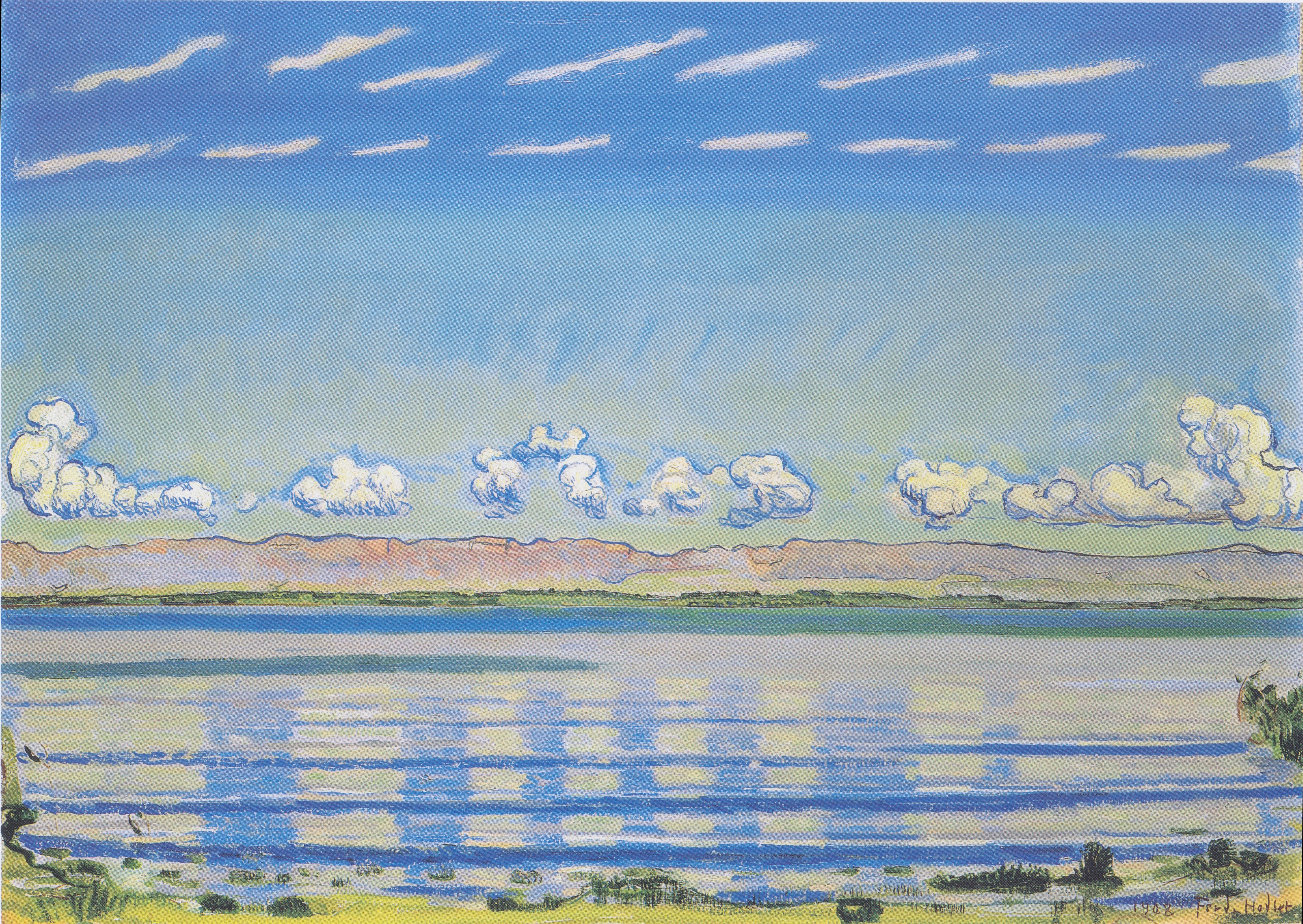
Ритмы ландшафта озера Genfersee, 1908
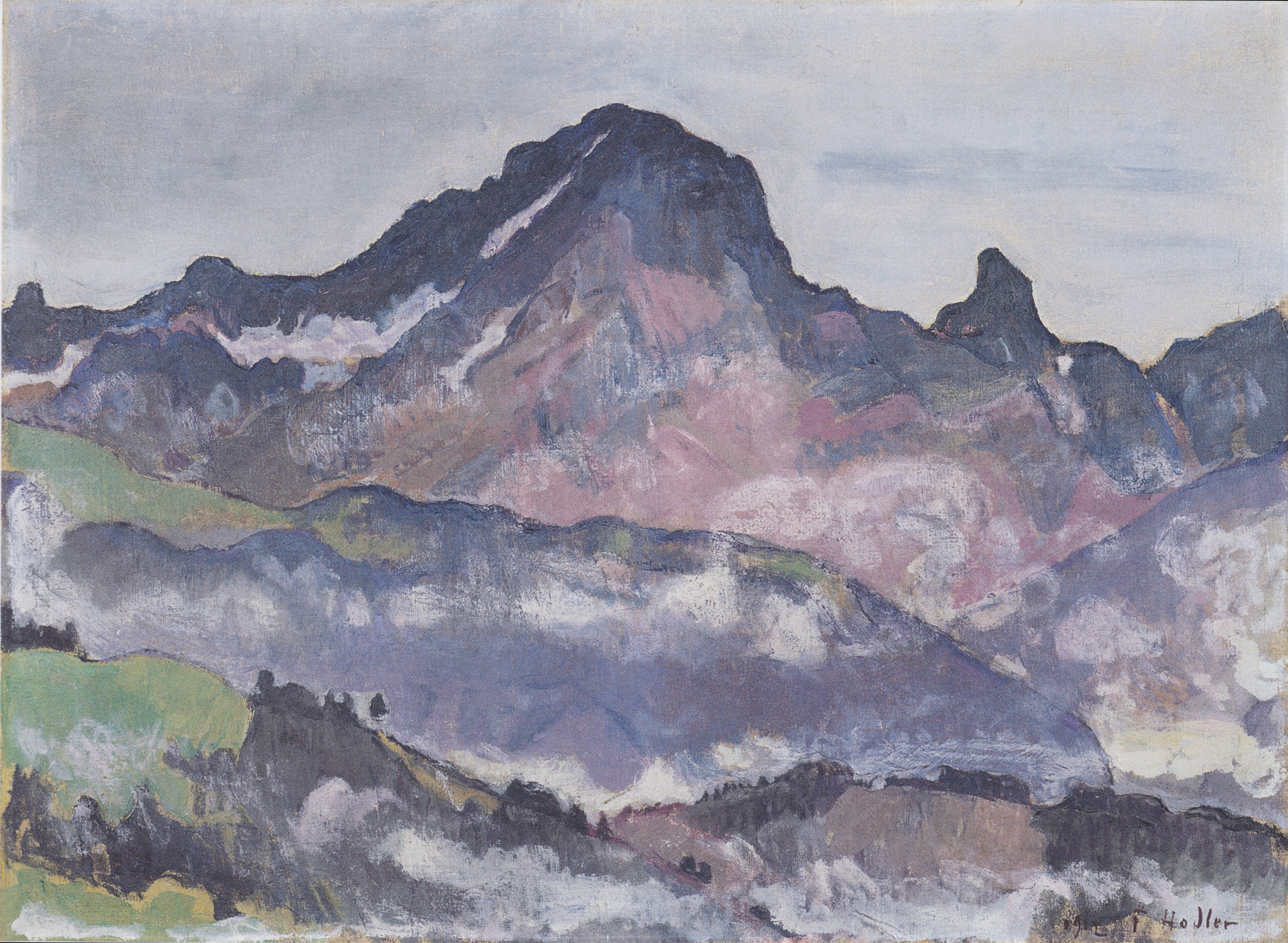
Великий Muveran, 1912

## Фильмы
- Документальный фильм Хайнца Бютлера нем. Ferdinand Hodler — Das Herz ist mein Auge; 2007